# Avril 1787
Cette page présente les faits marquants du mois d'avril 1787.

## Événements
- 2 avril : fondation à Philadelphie de la Free African Society, première Église indépendante noire, suivie de la Bethel Church (1794), de l’African Methodist Episcopal Church (1816) et de l’African Methodist Episcopal Zion Church à New York en 1820.
- 8 avril, France : disgrâce de Calonne. Michel Bouvard de Fourqueux tente en vain de faire accepter son programme de réforme à l'Assemblée des notables.
- 15 avril, Japon : Ienari Tokugawa devient shogun (fin en 1837)[1].
- 23 avril - 5 juin : un synode national des évêques de Toscane se réunit à Florence. Les décrets du synode de Pistoia ne recueillent l'appui que d'une minorité de trois d'entre e ux[2].

## Naissances
- 14 avril : Jean-Victor Schnetz, peintre français († 15 mars 1870).
- 24 avril : Mathieu Orfila (mort en 1853), médecin et chimiste français, d'origine espagnole.
- 28 avril : Jean Raikem, homme d’État belge († 24 janvier 1875).

## Décès
- 25 avril : Claude Carlier (né en 1725), historien et agronome français.